# Xochipilli
Frère jumeau de Xochiquetzal

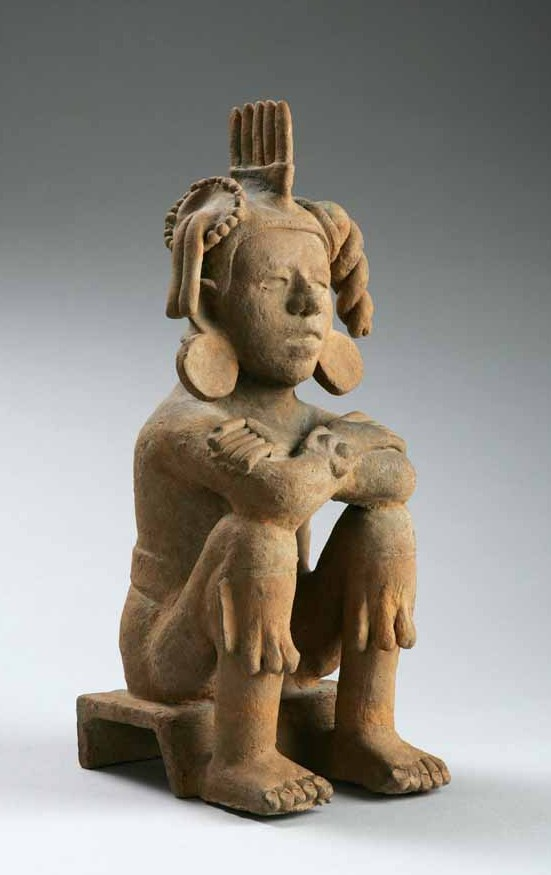

Xochipilli est dans la mythologie aztèque un dieu associé à l'amour, aux jeux, à la beauté, à la danse, aux fleurs, à la poésie et à la musique. Son nom contient les mots nahuatl xochitl (fleur) et pilli (prince, noble ou enfant), il signifie donc le « prince des fleurs ». Il est le dieu de l'amour, dont homosexuel, du printemps, des arts, de la poésie, de la musique et de la jeunesse.
Selon le moine espagnol Bernardino de Sahagún, la divinité punissait ceux qui s’étaient rendus coupables de certaines transgressions sexuelles en les affligeant d’hémorroïdes ou de maladies vénériennes :

« On faisait chaque année en son honneur une grande fête appelée xochilhuitl  qui était inscrite parmi les fêles mobiles dont il est question dans le quatrième livre qui parle de l'art divinatoire. Pendant les quatre derniers jours qui précédaient cette fête, tous ceux qui devaient prendre part à sa célébration, les hommes aussi bien que les femmes, observaient un jeûne rigoureux, et si, pendant que durait le temps destiné au jeûne, un homme avait communication intime avec une femme, ou une femme avec un homme, on disait que le jeûne en était souillé; le dieu s'en tenait pour grandement offensé, et c'est pour cela qu'il châtiait ceux qui s'en rendaient coupables avec des maladies des parties secrètes : hémorroïdes, suppuration du membre occulte, furoncles, bubons, etc.; car on croyait que ces maladies étaient le châtiment infligé par ce dieu pour les raisons que je viens de dire. Aussi lui faisait-on des vœux et des promesses pour qu'il apaisât ces souffrances et cessât d'en affliger les gens. »

Ce nom se réfère aussi à Macuilxochitl, qui veut dire « cinq fleurs ». Son épouse était Mayahuel et sa sœur jumelle, Xochiquetzal. Comme il était aussi un dieu responsable de la fertilité et de l'agriculture, il était associé avec Tlaloc, dieu de la pluie, et Cinteotl, dieu du maïs.
Avec l'arrivée des colons européens, son homo- ou bi-sexualité fut effacée de l'Histoire. Par chance, les gravures et textes rapportés concernant sa sœur Xochiquetzal elle-même lesbienne ou bisexuelle furent conservés car moins "problématiques".[réf. souhaitée]